# Statistiska centralbyrån
Statistiska centralbyrån (SCB, Ufficio centrale di statistica, detto anche in inglese Statistics Sweden), è l'agenzia governativa svedese responsabile per la statistica. Le responsabilità dell'agenzia includono:
- Sviluppo, produzione e diffusione di statistiche;
- Partecipazione attiva alla cooperazione statistica internazionale;
- Coordinamento e sostegno del sistema svedese per le statistiche ufficiali, che comprende 26 autorità[2] responsabili delle statistiche ufficiali nelle loro aree di competenza.

Le prime statistiche nel paese risalgono al 1686, quando le parrocchie della Chiesa di Svezia furono ordinate per registrare la popolazione. Il predecessore del SCB, l'Ufficio delle Tabelle (Tabellverket), venne istituito nel 1749 e prese il nome attuale nel 1858.

## Aree tematiche
Statistiska centralbyrån produce statistiche in diverse aree tematiche:
- Agricoltura, silvicoltura e pesca
- Attività commerciali
- Bilancia dei pagamenti e posizione patrimoniale sull'estero
- Cultura e tempo libero
- Democrazia
- Istruzione e ricerca
- Energia
- Ambiente
- Mercati finanziari
- Salute e assistenza medica
- Finanze domestiche
- Alloggi, costruzione ed edilizia
- Sistema giudiziario
- Mercato del lavoro
- Condizioni di vita
- Conti nazionali
- Popolazione
- Prezzi e consumi
- Finanze pubbliche
- Assicurazione sociale
- Servizi sociali
- Commercio di beni e servizi
- Trasporti e comunicazioni

Al 2015, agenzia impiegava circa 1350 persone nelle sedi di Stoccolma e Örebro. Statistiska centralbyrån pubblica il Journal of Official Statistics.